# Magliano Romano
Magliano Romano é uma comuna italiana da região do Lácio, província de Roma, com cerca de 1.278 habitantes. Estende-se por uma área de 21 km², tendo uma densidade populacional de 61 hab/km². Faz fronteira com Calcata (VT), Campagnano di Roma, Castelnuovo di Porto, Mazzano Romano, Morlupo, Rignano Flaminio, Sacrofano.

## Demografia
| Variação demográfica do município entre 1861 e 2011                               |
|                                                                                   |
| Fonte: Istituto Nazionale di Statistica (ISTAT) - Elaboração gráfica da Wikipedia |